# Il giorno dell'invasione
Il giorno dell'invasione (Footfall) è un romanzo di fantascienza degli scrittori Larry Niven e Jerry Pournelle, pubblicato nel 1985.
Il racconto narra l'invasione aliena della Terra da parte di una popolazione extraterrestre, ed è citato come esempio di recursive science fiction (letteralmente, in italiano, fantascienza ricorsiva), ossia "fantascienza che parla di fantascienza".

## Storia editoriale
Il romanzo è stato finalista al Premio Hugo per il miglior romanzo pubblicato nel 1985, si è classificata al terzo posto al Premio Locus per il miglior romanzo per lo stesso anno e ha vinto nel 1989 il Premio Seiun per il miglior romanzo straniero.

## Trama
(Larry Niven e Jerry Pournelle, Il giorno dell'invasione)
Nel 1980, quando la sonda Voyager 1 passa in prossimità di Saturno, viene avvistata da un'astronave generazionale aliena, la Portatrice del Messaggio (in lingua aliena, Thuktun Flishithy) il cui equipaggio è costituito da appartenenti alla razza Fithp (tradotto letteralmente "Branco"). Essi assomigliano a piccoli elefanti con più proboscidi dotate di appendici prensili: possiedono una tecnologia più avanzata rispetto agli Uomini che tuttavia non è stata sviluppata dal loro popolo. In un lontano passato un'altra specie era dominante sul loro pianeta. Questa specie, i "Predecessori", danneggiò gravemente l'ambiente, estinguendo se stessa e molte altre sul pianeta di origine, ma lasciò testimonianza delle loro conoscenze iscritte su grandi cubi di pietra, grazie alle quali i Fithp hanno costruito astronavi e tutte le tecnologie avanzate di cui dispongono. Di fronte alla possibile estinzione della vita sul loro pianeta, un gruppo di Fithp fu scelto per colonizzare altri sistemi solari. Gli appartenenti al "Branco Viaggiante" (Chtaptisk Fithp, in lingua aliena) sono divisi tra "ibernati" e "nati nello Spazio". I leader alla partenza del viaggio, risvegliatisi dall'ibernazione dopo anni, si sono ritrovati privi di potere, soppiantati al comando, nel frattempo, dai "nati nello Spazio". Il "Capobranco" alieno decide di scaricare nello spazio il collettore Bussard grazie al quale erano giunti nel Sistema solare e di far rotta sulla Terra per conquistarla.
L'astronave viene avvistata un anno prima del suo arrivo dai telescopi sulla Terra e vengono inutilmente tentati contatti radio con gli alieni. I Fithp sono confusi dai tentativi umani di contatto pacifico, opzione non contemplata dalla loro cultura: gli alieni, infatti, vivono in branco e combattono guerre in modo diverso dagli umani. Quando due branchi si scontrano, lottano fino a quando non è evidente quale sia il vincitore; i combattimenti a questo punto cessano e i perdenti vengono incorporati nel branco vincente, prima come schiavi, e poi come membri effettivi del gruppo. La Portatrice del Messaggio attacca immediatamente la stazione spaziale sovietica dove russi e americani aspettano di salutarli, catturando tra i rottami il deputato degli Stati Uniti Wes Dawson e alcuni cosmonauti sovietici. L'attacco sulla Terra prosegue con il lancio di meteoriti sulle principali installazioni terrestri e con l'abbattimento dei missili lanciati dalle due superpotenze contro l'astronave o contro le navette di appoggio con potenti laser. Essendo una razza che non conosce l'idividualismo, i Fithp dirigono attacchi di rappresaglia contro intere popolazioni ogni qual volta vengano fatti oggetto di attacchi terrestri.
Oltre agli astronauti sulla Portatrice del Messaggio vengono imprigionati molti altri terrestri, ostaggi degli alieni e da questi studiati. Sulla Terra l'Unione Sovietica collabora con gli Stati Uniti d'America per lanciare un attacco nucleare a sorpresa che spazza via la testa di ponte dei Fithp nel Kansas. Gli alieni rispondono all'attacco facendo cadere un grande asteroide nell'Oceano Indiano, il cui impatto provoca danni ambientali su scala globale, in particolare la distruzione quasi totale dell'India. I Fithp invadono quindi gran parte dell'Africa, soggiogando con successo la maggior parte delle nazioni del continente con l'aiuto di alcuni governi locali collaborazionisti.
Il Presidente degli Stati Uniti, David Coffey, si è rifugiato nel NORAD di Monte Cheyenne da dove dirige la disperata difesa della Nazione, grazie ai consigli di un think tank formato da scrittori di fantascienza questi ultimi esperti in ipotesi avveniristiche sui generis, militari, ex astronauti e un Fithp arresosi ai Terrestri. Gli alieni nati nello Spazio, infatti, si adattano male all'ambiente terrestre che è ai loro occhi estraneo e pauroso: quando vengono isolati dal branco, si arrendono facilmente alle prime avversità. I terrestri, in gran segreto, sviluppano come estremo tentativo il Progetto Orione, un'astronave che utilizza come propellente esplosioni nucleari e che dovrebbe portare un attacco disperato contro la nave madre aliena. Il progetto viene completato l'astronave Michael viene lanciata contro la Portatrice del Messaggio mentre vengono avviati attacchi missilistici diversivi contro le navette Fithp in orbita per permetterne il decollo.
Il lancio ha successo ma la Michael deve contrastare con le armi di bordo l'inseguimento delle navette avversarie mentre la nave madre la bersaglia con laser. Sebbene gravemente danneggiata, la Michael riesce a sganciare a sua volta alcune piccole navette e due space shuttles contro gli attaccanti. L'azione riesce e l'approssimarsi della Michael all'astronave aliena costituisce per quest'ultima un grande pericolo a causa delle radiazioni gamma rilasciate dal motore. Nel frattempo sulla Portatrice del Messaggio un gruppo di terrestri riesce a attuare azioni di sabotaggio costringendo i Fithp alla resa, negoziata dal "Capobranco" alieno con il Presidente USA per il tramite di Wes Dawson. L'accordo concluso prevede che gli alieni abbandonino i propositi di conquista e che proseguano il viaggio spaziale non prima di aver ricostruito, con l'aiuto dei terrestri, il collettore Bussard, e aver comunicato ad essi i segreti della loro tecnologia.
Gli alieni si arrendono formalmente agli ostaggi terrestri a bordo della Portatrice del Messaggio e il Presidente degli Stati Uniti ordina la sospensione dell'attacco da parte della Michael.

## Edizioni
- (EN) Larry Niven e Jerry Pournelle, Footfall, 1ª ed., New York, Del Rey Books, 1985, ISBN 9780345323477.
- (NL) Larry Niven e Jerry Pournelle, Voetval, traduzione di Felix Thijssen, Luitingh, 1989, ISBN 978-90-245-1873-9.
- (DE) Larry Niven e Jerry Pournelle, Fußfall, traduzione di Alfred Hans, n. 4708, Heyne Science Fiction & Fantasy, Heyne, 1990, ISBN 978-3-453-04293-3.
- Larry Niven e Jerry Pournelle, Il giorno dell'invasione, traduzione di Gianluigi Zuddas, n. 116, Cosmo Oro, Editrice Nord, 1991.